# Tsogttsetsii, Ömnögovi
Tsogttsetsii (tiếng Mông Cổ: Цогтцэций) là một sum của tỉnh Ömnögovi ở miền nam Mông Cổ. Vào năm 2009, dân số của sum là 2.642 người.

## Địa lý
Sum có diện tích khoảng 7.246 km2. Trung tâm sum, Baruun, nằm cách tỉnh lỵ Dalanzadgad 120 km và thủ đô Ulaanbaatar 670 km.

### Khí hậu
Tsogttsetsii có khí hậu hoang mạc. Nhiệt độ trung bình hàng năm trong khu vực là 8 °C. Tháng ấm nhất là tháng 7, khi nhiệt độ trung bình là 28 °C và lạnh nhất là tháng 12, với −12 °C. Lượng mưa trung bình hàng năm là 166 mm. Tháng ẩm ướt nhất là tháng 7, với lượng mưa trung bình là 41 mm, và khô nhất là tháng 2, với 2 mm.

## Kinh tế
Sum có một trường học, bệnh viện, khu dịch vụ và cơ sở du lịch.